# Szkoła dywersantów w Hemfurth
Szkoła dywersantów w Hemfurth (ros. Диверсионная школа "Гемфурт"), zwana też Sonderkommando "Hemfurth" – ośrodek szkolenia dywersantów Abwehry przeznaczony dla młodych obywateli ZSRR w służbie niemieckiej podczas II wojny światowej.
Szkoła została utworzona w lipcu 1943 r. w miasteczku Hemfurth w rejonie Kassel przez Abwehrgruppe 209 "Bussard". Komendantem został Fritz Bucholz. Funkcję jego zastępcy pełnił b. podporucznik Armii Czerwonej Jurij N. Jewtuchowicz. Szkoła była przeznaczona dla młodych obywateli ZSRR w wieku od 10 do 17 lat (chłopców i dziewcząt). Były to sieroty z domów dziecka w Orszy i Smoleńsku. Gromadzono je w obozie we wsi Smietowo pod Orszą, po czym przewożono do Niemiec. Przechodzili oni propagandowe "pranie mózgu", podczas którego ujawniano, że będą szkoleni na agentów-dywersantów. Niemcy nakłaniali ich różnymi metodami na wyrażenie zgody. Po przyjęciu do szkoły automatycznie przyjmowano ich w szeregi Rosyjskiej Armii Wyzwoleńczej (ROA). W szkole szkoliło się jednocześnie od 25 do 75 osób. Szkolenie trwało 1-2 miesiące. Wyselekcjonowani byli szkoleni przez 6 miesięcy, a niektórzy nawet dłużej. Szkolenie obejmowało podstawy topografii, metody prowadzenia dywersji, prowadzenie przesłuchań, naukę strzelania, wychowanie fizyczne i skoki na spadochronie. Dywersanci byli przerzucani przez linię frontu na tyły Armii Czerwonej samolotami z lotnisk w Smoleńsku i Mińsku. Odbywało się to parami, w ubraniu cywilnym z fałszywymi dokumentami, pewną sumą pieniędzy i wyposażeniem dywersyjnym. Młodzi agenci mieli udawać, że stracili na wojnie rodziców. Ich głównym zadaniem było wysadzanie linii kolejowych. Pierwsza grupa przerzucona na tyły Armii Czerwonej nie wykonała swoich zadań, oddając się dobrowolnie w ręce Sowietów. W tej sytuacji większy nacisk położono na szkolenie ideologiczne. Przyniosło to efekty, gdyż kolejne grupy dywersyjne, lepiej, czy gorzej, ale starały się wypełniać postawione przed nimi zadania, wprowadzając pewną dezorganizację na tyłach Armii Czerwonej. W lutym 1944 r. Sonderkommando "Hemfuth" zostało przeniesione do zamku w Bischofsfelden w rejonie Konina. Na pocz. sierpnia tego roku na Białoruś przerzucono ponad 60 słuchaczy szkoły. W tym czasie szkoła zmieniła miejsce pobytu na Rzgów. We wrześniu Sowietom udało się przewerbować na swoją stronę Aleksieja Sokorobogatowa, jednego z rosyjskich kolaborantów służących w Abwehrkommando 203. Wyprowadził on na sowiecką stronę frontu dużą część kadry i słuchaczy szkoły. W ten sposób w rękach funkcjonariuszy SMIERSZa znalazł się komendant szkoły oficer Abwehry Robert Schimek, jego zastępca Nikołaj Frołow i wielu rosyjskich wykładowców. Operacją tą osobiście kierował Wiktor S. Abakumow. Reszta na pocz. 1945 r. trafiła do Luckenwalde, gdzie połączono ich z obozem specjalnym Abwehr-2.
W 2007 r. został nakręcony w Rosji film dokumentalny pt. "Дети-диверсанты" w reżyserii Jewgienija Rumiancewa, opowiadający dzieje szkoły dywersantów w Hemfurth.